# Sehenswürdigkeiten in Regensburg
Der historische Altstadtkern der ehemaligen protestantischen freien Reichsstadt Regensburg mit 1500 denkmalgeschützten Gebäuden  ist nach wenigen Verlusten und Beschädigungen durch Bombentreffer in der Zeit des Zweiten Weltkriegs und trotz einiger Abbruchmaßnahmen in der Nachkriegszeit bis zum Beginn der 1970er Jahre relativ gut erhalten. Heute bilden 984 dieser erhaltenen Gebäude im historischen Kerngebiet der Stadt das Ensemble Altstadt von Regensburg mit Stadtamhof. Dieses Kerngebiet wurde 2006 von der UNESCO als Weltkulturerbe ausgezeichnet.
Heutige Besucher der Stadt können am Altbaubestand erkennen, dass Gebäude und andere Bauten in der Altstadt von Regensburg trotz einiger Luftangriffe amerikanischer Verbände im Zweiten Weltkrieg mit Ausnahme weniger Totalverluste und einiger Beschädigungen meist unversehrt erhalten sind.
Die Luftangriffe galten zunächst den Messerschmitt-Flugzeugwerken im Regensburger Westenviertel und nach deren Zerstörung und nach Auslagerung der Produktion bevorzugt den Bahn- und Hafenanlagen außerhalb der Altstadt. Relativ schwer getroffen wurde der südliche Vorort Kumpfmühl-Ziegetsdorf-Neuprüll, vielleicht weil sich im Süden dieses Vorortes die Wohnsiedlungen der Arbeiter des Messerschmitt-Flugzeugwerks befanden.

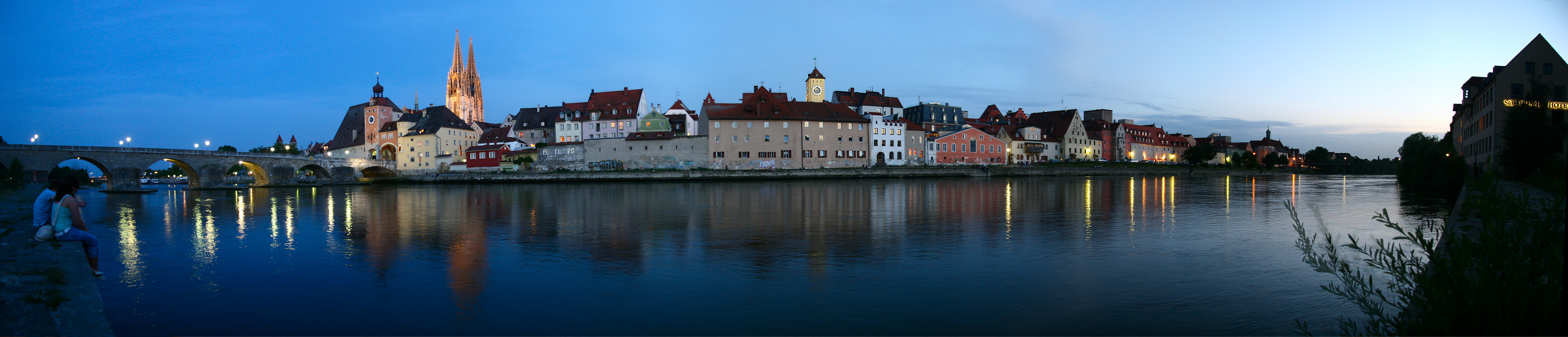
Donaupanorama mit Steinerner Brücke und Dom

Blick auf das Zentrum von Regensburg vom Turm der Dreieinigkeitskirche

## Vorbemerkungen zum Erhalt denkmalgeschützter Gebäude in Regensburg
Besuchern der Stadt ist meist nicht bekannt, dass der am Ende des Zweiten Weltkriegs nahezu vollständig unzerstört erhaltene Gebäudebestand von Regensburg in der Nachkriegszeit stark bedroht war durch die Folgen einer enormen Überbevölkerung und fehlende Finanzmittel. Die nahezu unzerstörte Stadt, in der bereits seit dem Ersten Weltkrieg Wohnungsnot herrschte, gewann nach dem Krieg eine magische Anziehungskraft für Flüchtlinge, Arbeitssuchende, Heimkehrer und Vertriebene, obwohl es in der Stadt kaum industrielle Arbeitsplätze gab. Auch KZ-Überlebende, wie z. B. der Italiener Aldo Carpi kamen nach Regensburg, denn dort wurden Sammeltransporte in die Heimatländer zusammengestellt. Besonders stark belastet wurde die Altstadt von Regensburg durch Zuzüge aus der Gruppe der drei Millionen vertriebenen Sudetendeutschen, die dauerhaft Aufenthalt benötigten, aber nur teilweise aufgenommen werden konnten. Die Stadtverwaltung war mit den Problemen völlig überfordert, zumal der offizielle Antrag der Stadt um Anerkennung als Brennpunkt eines Wohnungsbedarfs von der örtlichen amerikanischen Militärregierung nicht an die Zentralregierung der Besatzungsmacht nach München weitergeleitet worden war.
In der Folge war die Stadt Regensburg in den ersten beiden Jahrzehnten nach dem Krieg stark überbevölkert. Der schlechte Bauzustand der vielen alten Gebäude, die damals, anders als heute, in der Bevölkerung wegen ihres Alters keine Wertschätzung erfuhren, boten mit ihren teilweise großen Innenräumen, die für mehrere Familien aufgeteilt werden mussten, für ungefähr 7000 Personen kaum zumutbare räumliche Wohnverhältnisse mit unhygienischen Lebensbedingungen in Hinsicht auf Wasserversorgung und Abwasserentsorgung. Sehr groß war auch die Brandgefahr wegen vielfach nicht vorhandener Küchen mit passenden Feuerstellen.
Im Jahr 1949 führte ein polemischer Zeitungsbericht in Hannover über die Wohnverhältnisse in Regensburg zu einem Skandal in Regensburg. Berichtet wurde über eine „einzigartige Bilanz des Notstandes“ in einer Stadt, in der die Zeit stillstehe und in der über die Errichtung einer Universität spekuliert wird, statt über die Ansiedlung von Industriebetrieben, mit denen man Arbeitsplätze für die eigentlich unerwünschten Flüchtlinge hätte schaffen können. Wichtige Entscheidungen würden in Regensburg nur im Bischöflichen Ordinariat getroffen und nicht im Rat der Stadt. In der Stadtverwaltung lagen daraufhin die Nerven blank, denn die Situation verschlechterte sich immer weiter. Anfang 1949 war die Bevölkerung auf 138.000 Personen angestiegen, ohne Einbezug nicht angemeldeter Personen. 1951 waren 5400 Familien mit 13 % der Einwohner wohnungssuchend, eine Zahl, die bis 1955 noch weiter anstieg auf 9790 Familien, obwohl sich die Zahl zuziehender Flüchtlinge entspannt hatte, vielleicht weil die Stadtverwaltung Plakatsäulen aufgestellt hatte, auf denen vor einem Zuzug nach Regensburg gewarnt wurde.
In der Stadtverwaltung fehlten Konzepte und Finanzierungsmöglichkeiten für Sanierungsmaßnahmen. Das führte dann zur Abwanderung von Wohnungssuchenden in die Umlandgemeinden und zu einer ungünstigen Sozialstruktur der verbleibenden städtischen Einwohnerschaft. Als Folge galten sehr bald Umzüge in neu geplante Hochhäuser als erstrebenswert. Auch erschien es zunehmend als angebracht, wie schon vor dem Krieg begonnen, auch alte Gebäude abzureißen, die den Krieg unbeschädigt überstanden hatten. Dem damaligen Zeitgeist folgend schienen Neubauten und breite Schneisen für den Autoverkehr nötig zu sein. Auch in Regensburg wurden im Zusammenhang mit der Erschließung und Anbindung von geplanten Industrieansiedlungen solche Projekte geplant. Ein Beispiel dafür ist die Planung einer vierspurigen Ost-West-Straße parallel zur Donau in der Keplerstraße nach Abriss der historischen Häuser mit ihren typischen Vorbauten im ehemaligen Hafengebiet am südlichen Ufer der Donau. Die neue Straße sollte die Steinerne Brücke unterqueren und über die Ostengasse bis zum Schlachthof verlängert werden, womit sogar der Abbruch des Ostentores drohte.
Für die in München beginnende Autobahn-Süd-Nord-Trasse und für die dann als Folge im Stadtgebiet von Regensburg benötigte Kreuzung mit der Trasse der geplanten Ost-West-Donauparallele war der Donaumarkt vorgesehen. Deshalb wurden auf Donaumarkt in der Nachkriegszeit alle älteren Gebäude abgerissen. Nach der Kreuzung der beiden innerstädtischen Trassen war die Fortsetzung der Süd-Nord-Autobahntrasse nach Norden als sogenannte Bayerwaldbrücke über die Donau geplant. Diese Baumaßnahme hätte außer den historischen Salzstadel (Stadtamhof) auch den ganzen Stadtteil Stadtamhof und seine Bewohner schwer betroffen, denn nördlich von Regensburg sollte die sogenannte Stadtautobahn an die Nord-Süd-Bundesautobahn 93 anschließen, von der bereits in den 1960er Jahren ein Teilstück freigegeben worden war. Der geschlossene Widerstand von Bürgerinitiativen und einigen Stadträten führte aber zur Sondersituation Regensburg und letztlich zur Aufgabe aller alten Straßen-Planungen unter dem damaligen SPD-Oberbürgermeister Rudolf Schlichtinger. Es folgte die Verlegung der Süd-Nord-Autobahntrasse nach Westen in das Gebiet außerhalb der Altstadt von Regensburg. Heute durchquert die Trasse dort den westlichen Vorort Prüfening (Regensburg), eingehaust in einem Tunnel, und quert dann die Donau über eine Brücke und den nördlich anschließenden Höhenzug Winzerer Höhen in einem Tunnel. Allerdings war danach vom weiteren Verlauf der neu geplanten Autobahn nach Norden das Tal des Flusses Regen betroffen.
Im Stadtgebiet von Regensburg wurden auf dem Donaumarkt erst beim Baubeginn des 2019 eröffneten Hauses der bayerischen Geschichte bei großflächigen Ausgrabungen die verborgenen Grundrisse der dortigen ehemaligen Häuser und die Verläufe der ehemaligen Gassen wieder sichtbar.
Noch heute sind Relikte der ursprünglichen Trassenpläne, die zwar begonnen, aber nach zunehmendem Widerstand in der Bevölkerung und dann auch im Stadtrat nicht verwirklicht wurden, außerhalb der Altstadt erkennbar und auf ihre Art sehenswürdig. So ist z. B. das abrupte östliche Ende der vierspurigen von West nach Ost verlaufenden Clermont-Ferrand-Allee vor dem Eintritt in die westliche Altstand bemerkenswert. Ebenso erstaunlich und aus heutiger Sicht unverständlich, aber sehenswert, sind die Ausmaße der sehr kurzen, aber sehr breiten mehrspurigen, von Nord nach Süd verlaufenden Bayerwaldstraße nördlich der Donau als nördliche Nebenstraße der Frankenstraße in Stadtamhof. Diese Straße ist ein Stück einer nicht verwirklichten innerstädtischen Autobahn.
Große Teile der Altstadt von Regensburg entgingen dem Abbruch meist wegen der damalig schwachen wirtschaftlichen Lage der Stadt, weil sich der Abriss wirtschaftlich nicht lohnte. Wenn es aber ein alteingesessenes Unternehmen und einen erfahrenen Unternehmer mit Grundbesitz in der Altstadt gab, wie im Fall der Friedrich Pustet KG im Areal Gesandtenstraße, Rote Hahnen-Gasse, dann konnten auch neun historische Häuser abgebrochen werden zu Gunsten neuer Nachkriegsbauten. Das geschah mit überwiegender Zustimmung der Bevölkerung und es konnte geschehen, weil das Bayerische Denkmalschutzgesetz erst 1973 verabschiedet wurde. Noch kurz vor der Verabschiedung des Gesetzes wurde 1968 auf dem Neupfarrplatz damit begonnen, zwölf alte Bürgerhäuser abzubrechen und damit eine bauliche Umgestaltung des östlichen und südlichen Bereichs des Neupfarrplatzes und des Kassianplatzes in die Wege zu leiten. Neu erbaut wurde ein damals modernes Kaufhaus, dem auch das 1611 entstandene Gebäude der Alten Wache weichen musste. Als heutige Sehenswürdigkeit erhalten blieben nur die Eingangsfront der Alten Wache und der zugehörige Säulenportikus, die in die Westfront des neu entstandenen Kaufhauses einbezogen wurden.
Auch nach der Verabschiedung des Denkmalschutzgesetzes kam es im Fall von Bodendenkmälern noch zu groben Nachlässigkeiten. Das hatte große Verluste von Bodendenkmälern zur Folge bei den Tiefbaumaßnahmen für das neue Kaufhaus auf dem Neupfarrplatz, wo nahe dem Zentrum des ehemaligen Römerlagers Castra Regina viele Bodendenkmäler zu erwarten waren.
Das späte Einsetzen des Nachkriegsaufschwungs in Regensburg erst gegen Ende der sechziger Jahre war 1962 mit der Gründung der Universität Regensburg verbunden. Das hatte einen starken Zuzug von Studierenden und jungen Wissenschaftlern aus vielen Gebieten der Bundesrepublik zur Folge. Viele von ihnen waren beeinflusst von den damaligen Studentenbewegungen und von Neuen sozialen Bewegungen, die mit den Zuzüglern nach Regensburg vordrangen. Hier kam es zu Verbindungen mit sehr aktiven örtlichen Bürgerinitiativen, die sich auch engagierten für Themen wie Kinderbetreuung, günstige Wohnungen, Nahverkehr und Verkehrsberuhigung. Die Bürgerinitiativen mischten sich vor Ort stark in die Kommunalpolitik ein, lehnten den unter Oberbürgermeister Schlichtinger geplanten überdimensionierten Straßenbau in der Altstadt ab und entwickelten eigene Konzepte zur Stadtentwicklung unter Erhalt der historischen Bausubstanz und Neubau von Donaubrücken und Straßenneubau. Diese Themen, waren damals besonders in der SPD-Fraktion auf der kommunalpolitischer Ebene sehr umstritten, was sogar zum Ausschluss einzelner Stadträte aus der jeweiligen Stadtratsfraktion führte.

## Mittlere Altstadt von Nord nach Süd

### Steinerne Brücke bis zum Domplatz/Kornmarkt

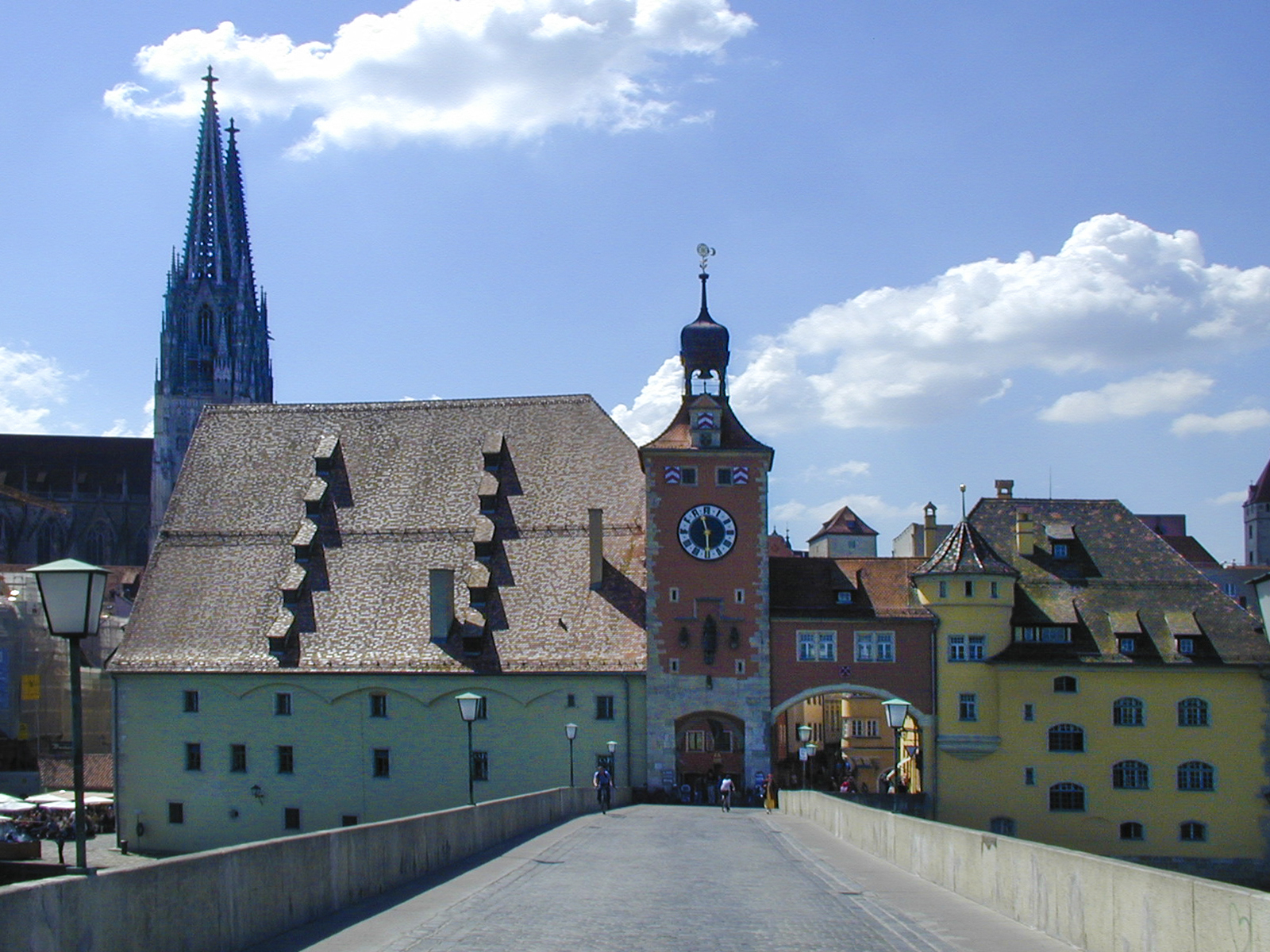
Salzstadel und Stadttor, aus Sicht der Steinernen Brücke

Die der Donau zugewandte Altstadtseite von Regensburg wird von der Steinernen Brücke geprägt. Die Steinerne Brücke mit dem Brückentorturm wurde 1135 bis 1146 gebaut. Erst mit dem Bau der mittelalterlichen Stadtbefestigungsanlagen am Beginn des 14. Jahrhunderts wurde der Brückturm auch Teil der Stadtbefestigungsanlagen.
Das mittelalterliche Bauwunder der Steinernen Brücke wurde Vorbild für viele andere Brückenbauten, unter anderem für die Prager Karlsbrücke. Kaiser Friedrich I. Barbarossa brach hier im Mai 1189 mit einer großen Streitmacht zum Dritten Kreuzzug auf. Überregionale Bekanntheit als Wahrzeichen der Brücke erreichte die Skulptur des Brückmännlein, dessen erste Version schon 1510 nachweisbar ist und dessen dritte Version heute mit Blick zum Dom auf der östlichen Brückenbrüstung steht.
Der einzig erhaltene von ursprünglich drei Brückentortürmen beherbergt heute das Brücktormuseum, das über die Brücke und die Donauschifffahrt informiert. Donauaufwärts ist der Brückentorturm seit 1900 über einen breiten Schwibbogen, entstanden als Durchfahrt für die damalige Straßenbahn, angebunden an den Standort des ehemaligen Amberger Stadels (erbaut 1487). Er beherbergt heute ein Studentenwohnheim. Donauabwärts, östlich benachbart zum Brücktor, befindet sich der historische Salzstadel mit dem Informationszentrum zum UNESCO-Welterbe Regensburg.
Dem Salzstadel östlich direkt benachbart befindet sich die Historische Wurstkuchl mit Blick auf den früher als gefährlich eingeschätzten Donaustrudel. In diesem Abschnitt der Donau direkt hinter der Steinernen Brücke konnten angeblich Menschen in die Tiefe gerissen werden. Heute ist der Strudel durch Regulierung weitgehend entschärft. Noch etwas weiter östlich donauabwärts befindet sich das Donau-Schiffahrts-Museum.
Vom Brückenaufgang zu der Steinernen Brücke westlich donauaufwärts kommt man vorbei am rechts liegenden Gelände des ehemaligen Binnenhafens der Stadt, genannt Am Wiedfang und gelangt weiter zum ehemaligen Fischmarkt auf der linken Seite mit dem erhaltenen Fischmarkt-Brunnen aus dem 17. Jahrhundert, wo noch bis ca. 1990 Donaufische verkauft wurden. Weiter über die Keplerstraße erreicht man auf der linken Seite das Kepler-Gedächtnishaus und das um 1200 entstandene Patrizierhaus der Runtinger, während sich auf der rechten nördlichen Seite die ehemaligen, zum Hafen gehörenden Lagerhäuser befinden. Am Ende der Straße stößt man links auf die heute evangelische Kirche St. Oswald aus dem 13. Jahrhundert, die seit Jahrzehnten ein schwieriger Sanierungsfall ist. Gegenüber dieser Kirche führt der Eiserne Steg über die Donau, dessen Vorgängersteg am Ende des Krieges 1945 gesprengt wurde. Der Nachfolgesteg besitzt Seltenheitswert und Alterswert, und deshalb wurde diesem Steg der Status eines Denkmals zugesprochen.
Östlich vom Brückenaufgang zur Steinernen Brücke donauabwärts an der Ecke Weiße-Lamm-Gasse/Weiße-Hahnen-Gasse 2 befindet sich das ehemalige, im 18. Jahrhundert noble Gasthaus zum weißen Lamm. Dort nächtigten schon 1783 nicht nur die blinde Komponistin und Pianistin Maria Theresia Paradis während ihrer dreijährigen Europatournee, sondern 1786 auch Goethe und 1790 Mozart. Ein weiterer Gast war Haydn. Goethe schrieb dort in seinem Zimmer den Satz „…in der Stadt steht Kirche gegen Kirche und Stift gegen Stift. Sie haben etwas Großes …, das Ehrfurcht einflößt.“ Das Gasthausgebäude stammt aus dem 14./15. Jahrhundert und wurde 1721 und 1896 umgestaltet. Das klassizistische Fassadendekor stammt von 1795. In der südlich anschließenden Straße Unter den Schwibbögen sind die beachtlichen Reste des römischen Lagertores Porta Praetoria zu sehen, die seit 1650 im Komplex des Bischofshofs eingebaut waren und erst 1885 wiederentdeckt, freigelegt und 2015–2017 saniert wurden.

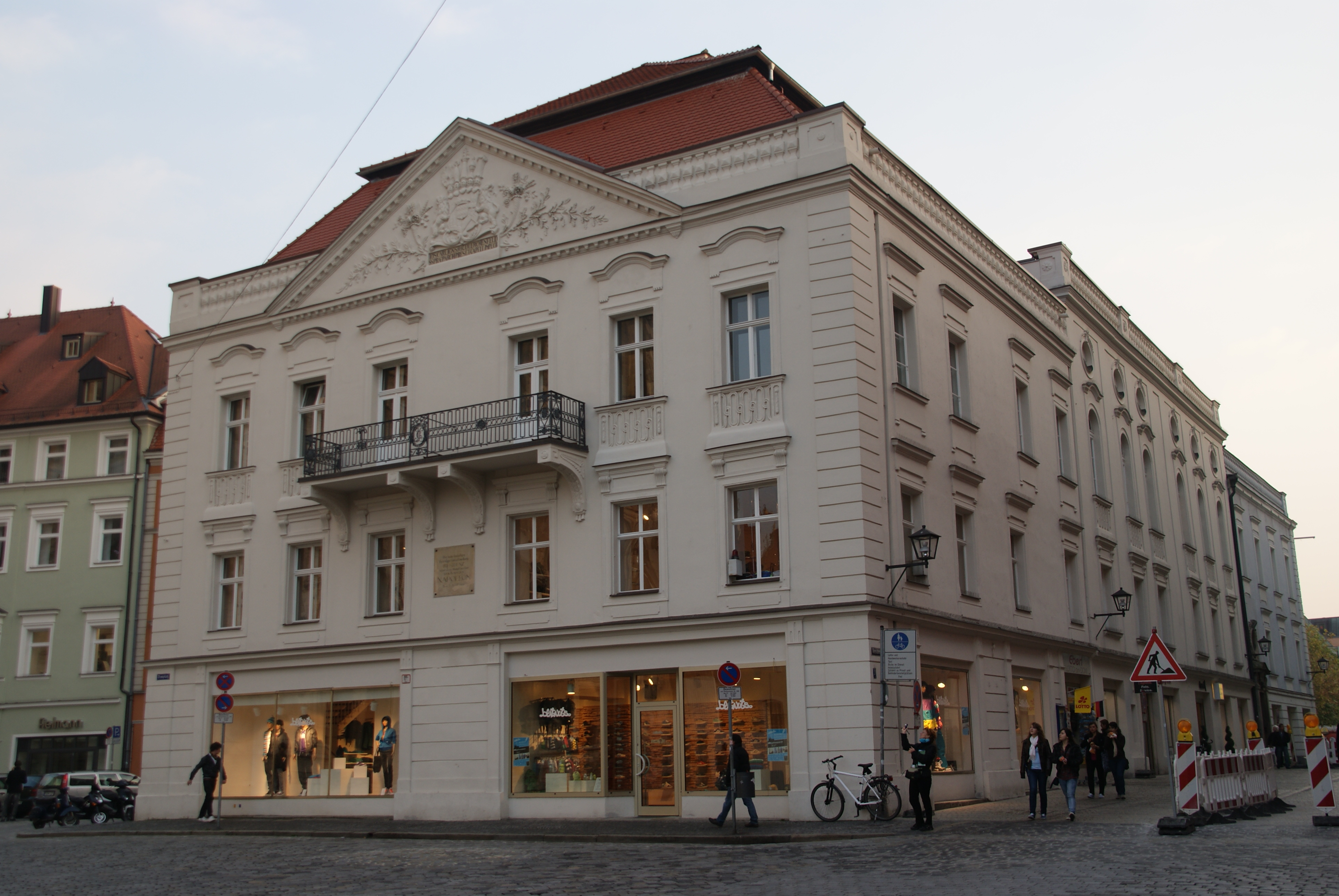
Ehemalige Dompropstei, 1802–1810 Residenz des Fürstprimas von Dalberg, 1809 Übernachtungsquartier Napoleons

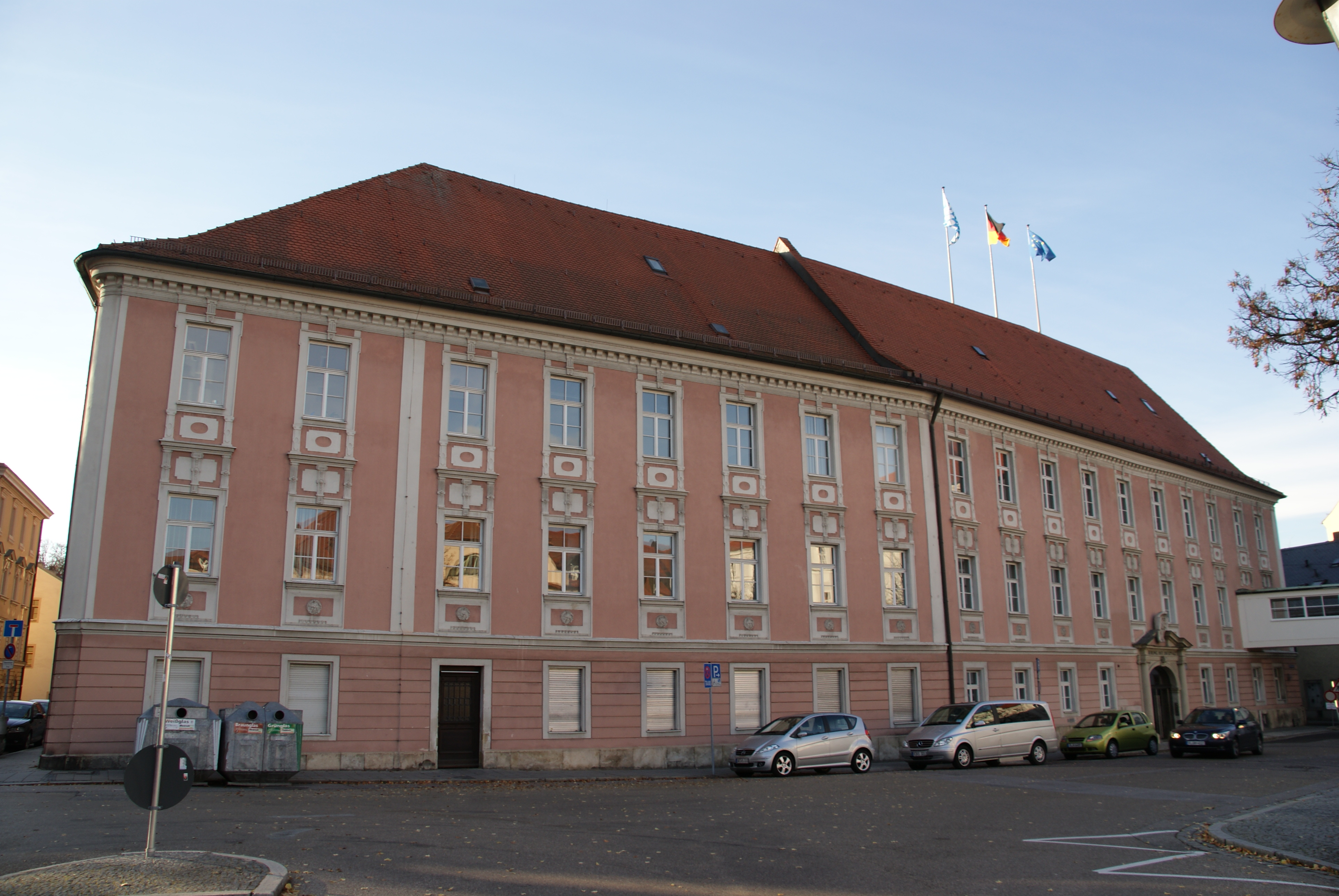
Regierung der Oberpfalz im ehemaligen äußeren Palais

Der südliche Domplatz wird vom Regensburger Dom und von der ehemaligen Dompfarrkirche St. Ulrich beherrscht, die heute einen Teil des Diözesanmuseums beherbergt. Der Domplatz endet im Westen mit einer sehenswerten Patrizierburg, dem Heuporthaus. Gegenüber an der Ecke von Domplatz und Residenzstraße liegt die ehemalige Dompropstei, die 1800 vom fürstlichen Baudirektor Joseph Sorg für den damaligen Dompropst Joseph Carl Ignaz Graf von Lerchenfeld aus mehreren Vorgängerbauten gestaltet wurde. 1802–1810 diente dieses Gebäude als Residenz für den Fürstprimas Karl Theodor von Dalberg und war 1809 das Übernachtungsquartier für Napoleon.

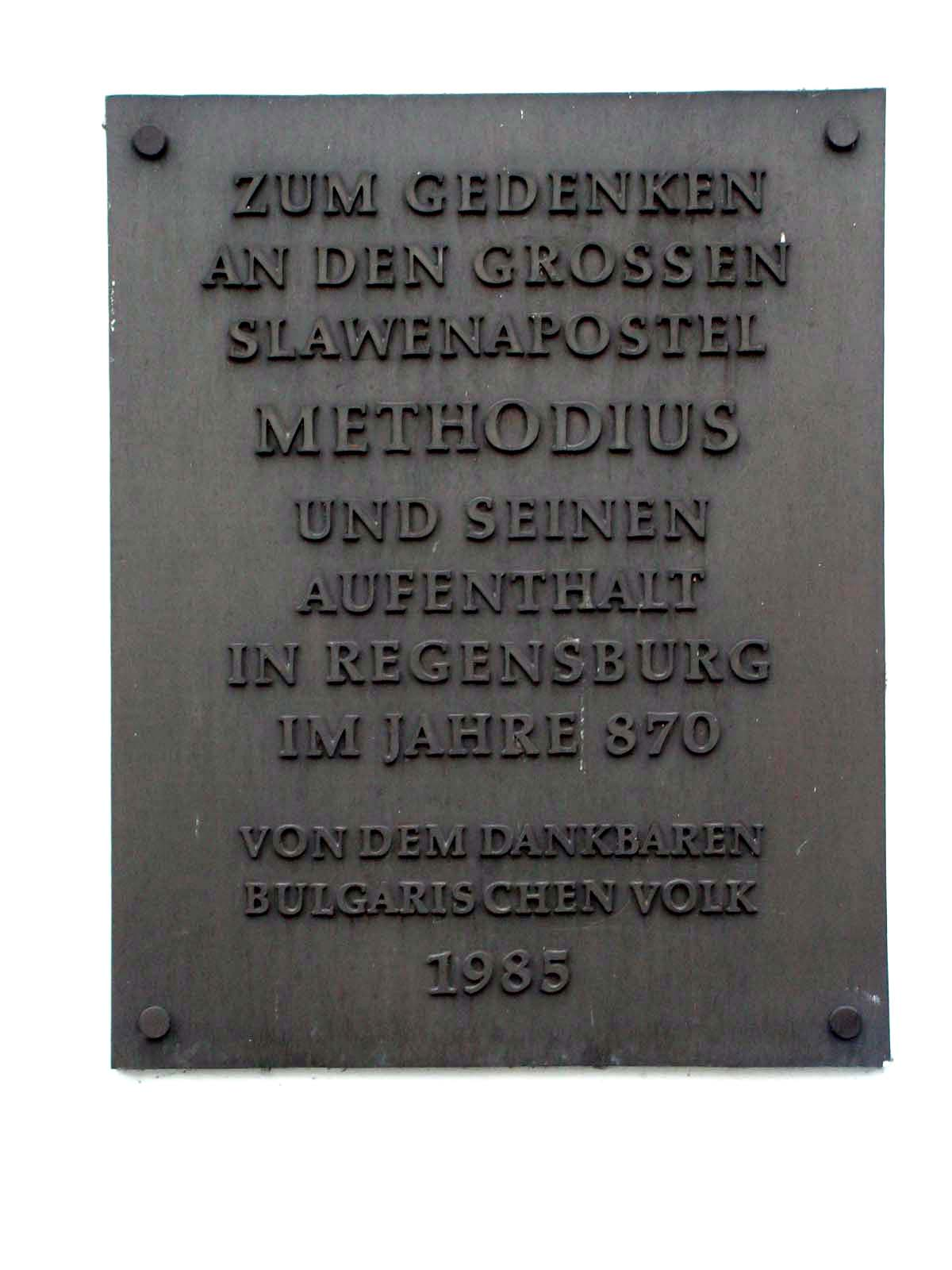
Gedenktafel an die Gefangensetzung des Apostelgleichen Heiligen Methodius, Slawen-Apostel und erster Erzbischof von Mähren und Pannonien, in Regensburg an der Alten Kapelle.

Im Osten endet der Domplatz mit dem Schwibbogen des Römerturms, der nach dem Abzug der Römer entstand. Geht man hindurch, kommt man auf den Alten Kornmarkt. Der Platz geht zurück auf die Herzogspfalz, die sich früher dort befand. Der Herzogshof neben dem Römerturm zeugt noch von dieser Zeit. Im Norden des Platzes befindet sich die Klosterkirche Niedermünster mit Klosterschule, im Süden die Stiftskirche zur Alten Kapelle, im Osten die Karmelitenkirche St. Josef.
Der westliche Teil des Domplatzes vor dem Haupteingangsportal des Doms geht nach Norden über in den Krauterermarkt. Dort stehen die Stiftskirche St. Johann, die Adler-Apotheke, eine der ältesten Apotheken in Regensburg, und der Adlerbrunnen, der 1551 errichtet und später mehrmals überarbeitet wurde. Dort boten früher die Gärtner aus dem Ostenviertel von Regensburg Sauerkraut an und bis um das Jahr 2000 traditionell die „Radi-Bäuerinnen“ aus Weichs ihren bekannten Regensburger Radi. Am Krauterermarkt Nr. 3 ist die Adresse des Bischofshofs, der ehemaligen Residenz der Bischöfe, deren Gebäude heute als Hotel und Gaststätte mit Biergarten genutzt werden.

### Vom Domplatz bis zum Hauptbahnhof
Vom Haupteingang zum Dom beim Krauterermarkt kommt man über den westlichen Domplatz und die Residenzstraße nach Süden zum Neupfarrplatz. Auf diesem großen Platz war im 13. Jahrhundert das Judenviertel mit der Synagoge entstanden, deren ehemaliger Standort durch ein Steinrelief des Künstlers Dani Karavan erkennbar gemacht worden ist. Heute steht in der Mitte des Platzes die evangelische Neupfarrkirche. Diese Kirche war im Verlauf der Reformation nach 1545 entstanden aus einer ursprünglich als katholische Pilgerkirche geplanten aber dann nicht fertiggestellten Kirche. Ihre Erbauung konnte nach der gewaltsamen Vertreibung der Juden mit Zerstörung der Synagoge (1519) und nach dem überraschenden Ende der Pilgerbewegung aus finanziellen Gründen nicht abgeschlossen werden. Nach der Reformation konnte der neue protestantische Rat der Stadt den nicht fertiggestellten Kirchbau übernehmen, provisorisch abschließen und als dringend benötigte erste städtische protestantische Kirche nutzen.
Auf dem Neupfarrplatz findet zur Adventszeit der Regensburger Christkindlmarkt statt. Südöstlich an den Neupfarrplatz anschließend folgt der Kassiansplatz mit der Stiftspfarrkirche St. Kassian und der Vier Eimer Platz, der seinen Namen dem dort befindlichen Brunnen verdankt.
Südöstlich des Neupfarrplatzes erstreckt sich bis hin zur Maximilianstraße die Fußgängerzone mit zahlreichen Kaufhäusern und Geschäften. Zentrale Einkaufsstraße ist die Königsstraße. Die gradlinig verlaufende Maximilianstraße, die bei ihrer Erbauung im 19. Jahrhundert als vornehme Prachtstraße geplant war, ist ein Sonderfall in der ansonsten von winkligen Gassen geprägten Altstadt. Die Maxstraße entstand mit vielen Neubauten nach der Zerstörung der südöstlichen Stadtteile durch napoleonische Truppen 1809 im Verlauf der Schlacht bei Regensburg, die anfänglich heftig verlief am westlich benachbarten Peterstor, das völlig zerstört wurde. Im Zuge des Wiederaufbaus entstand die Maximilianstraße mit der Toranlage des Maxtors und dem Keplerdenkmal als dem südlichen Abschluss. Das Keplerdenkmal wurde nach dem Bau des Hauptbahnhofs etwas westlich versetzt, blieb aber erhalten, während die Maxtoranlage um 1900 dem Neubau des Parkhotels Maximilian und der neuen Straßenbahn weichen musste. 2003 wurde die belebte Einkaufsstraße zu einer verkehrsberuhigten Zone ausgebaut.
Der Neubau der heutigen, zeitlich gesehen vierten Synagoge, einer Synagoge in moderner Formensprache, erfolgte von 2017 bis 2019 auf dem bisherigen alten Grundstück in der der Maximilianstraße westlich benachbarten Schäffnerstraße (heute Am Brixener Hof 2). Dort war 1912 auch die zeitlich gesehen dritte Synagoge entstanden, die 1938 von Nationalsozialisten zerstört wurde.
Westlich der Maximilianstraße und südlich des Neupfarrplatzes liegt das Obermünster-Stadtviertel, dessen östlichster Platz, heute durch ein großes Parkhaus verziert, Jesuitenplatz genannt wird. Diese Benennung erfolgte in Erinnerung an das 1809 in der Schlacht bei Regensburg völlig zerstörte Kloster Mittelmünster, das 1587 von den Jesuiten übernommen worden war und seitdem Jesuitenkloster genannt wurde. Auf den Jesuitenplatz folgt westlich der Obermünsterplatz, benannt nach der Klosterkirche Obermünster, die am Ende des Zweiten Weltkrieges fast völlig zerstört wurde. Erhalten blieben am Obermünsterplatz die Ruinen der Kirche und der weithin sichtbare hohe Kirchturm. Die Obermünsterstraße führt weiter nach Westen und erreicht den südlich vom Neupfarrplatz liegenden Emmeramsplatz mit der bedeutenden Klosterkirche St. Emmeram. Teile der Klostergebäude wurden im 19. Jahrhundert umgestaltet zum Schloss St. Emmeram, dem damaligen Wohnsitz der Familie Thurn und Taxis. In den ehemaligen Klostergebäuden können heute mehrere Museen besucht werden. Unmittelbar westlich des Schlosses steht das gut erhaltene mittelalterliche Emmeramer Tor, eines der beiden südlichen Tore der ehemaligen Stadtbefestigungsanlagen. Als Ausgang für die Kutschen und für die ersten Motorautos der Fürstenfamilie wurde dort das Helenentor erbaut mit einer anschließenden Brücke über den dort verlaufenden Stadtgraben. Westlich der Brücke entstand unter weitgehendem Schutz der damals bereits bestehenden Fürst-Anselm-Allee die Helenenstraße als benötigte Anbindung an die Kumpfmühlerstraße als der Nord-Süd-Hauptverkehrsstraße.
Am Emmeramsplatz befindet sich auch die Regierung der Oberpfalz. Das Gebäude gehörte ursprünglich zum Klosterbereich und beherbergte von 1792 bis 1812 die Hofhaltung der Fürsten von Thurn und Taxis. Das heutige Aussehen gab ihm der fürstliche Baudirektor Joseph Sorg. Der klassizistische Große Festsaal stammt von 1792. Am Emmeramsplatz 1 sind Ausstellungsräume des Diözesanmuseums. In der Oberen Bachgasse/Ecke Augustinergasse steht das Altdorferhaus, in dem Albrecht Altdorfer von 1513 bis zu seinem Tod 1538 lebte. Das Eckhaus aus dem 13./14. Jahrhundert mit Turm und barocker Marienfigur wurde 1720 neu gestaltet. Seit 1917 bis heute befindet sich dort die 1895 in Cham gegründete und 1900 nach Regensburg umgesiedelte Traditionsbäckerei Johann Schwarzer, deren Schwarzer-Kipferln sich zu einer regionaltypischen bayerischen Spezialität entwickelten. Das nach dem Firmengründer benannte, gewürzte Kümmel-Brötchen wird nach einem geheim gehaltenen Rezept bis heute handwerklich hergestellt und ist inzwischen in etlichen bayrischen Biergärten und Wirtshäusern anzutreffen. Am Haus Obere Bachgasse 15, in dem sich heute ein Ladengeschäft befindet, sind Reste der ehemaligen Kreuzkapelle im Bach' mit erhaltenem Rundbogenportal von 1180 zu sehen. Im Nordwesten des Neupfarrplatzes befinden sich die malerischen Altstadtgässchen Tändler- und Kramgasse, in denen sich neben vielen Antiquariatsgeschäften auch ein privates Golfmuseum befindet. Vom Neupfarrplatz her kommend, befindet sich am Beginn der Tändlergasse die zweitälteste Apotheke Deutschlands, die Engel Apotheke.
Das Areal im Westen und Norden des Neupfarrplatzes war die ehemalige Kaufmannsstadt, dort befinden sich zahlreiche ehemalige Patrizierpaläste. Am Watmarkt 4 steht der Baumburger Turm, ein 28 Meter hoher siebengeschossiger Geschlechterturm aus der Mitte des 13. Jahrhunderts mit rundbogigen Lauben und dreiteiligen frühgotischen Fenstergruppen. In der Goliathstraße steht das Goliathhaus, eine Patrizierburg mit monumentalem Wandgemälde. In der Wahlenstraße befindet sich der höchste mittelalterliche Wohnturm nördlich der Alpen, der Goldene Turm. Der Name der Straße leitet sich von den welschen Kaufleuten ab, die hier ihre Geschäfte hatten. Schon im Mittelalter hieß die Straße inter Latinos. Ein weiteres Patrizierhaus im Südwesten der Straße ist das ebenfalls mit einem Turm ausgestattete Kastenmayerhaus.
In der Gasse Hinter der Grieb befindet sich in den Nummern 8–12 das Gravenreuther Haus. Heute ist dort ein Café sowie das Haus der Begegnung der Universität Regensburg untergebracht. Die Patrizierburg mit zwei Türmen und schönem Innenhof gehörte 1381 dem Regensburger Konrad Gravenreuther. Weiter nördlich folgen die Plätze Kohlenmarkt, Rathausplatz und Haidplatz. Der Kohlenmarkt und der Haidplatz waren bis 1980 beliebte Parkplätze, sind aber heute Teil der Fußgängerzone. Beide Plätze, umgeben vom Alten Rathaus und von mittelalterlichen Hausburgen, gelten als schönster Platz der Stadt und sind ein beliebter Ort für öffentliche Veranstaltungen.
Im Alten Rathaus mit dem Reichstagsmuseum können bei Führungen außer dem großen Reichssaal auch die Verhandlungs- und Beratungssäle der Gesandten besichtigt werden. Im Untergeschoss sind das Lochgefängnis und die mittelalterliche Folterkammer fast im ursprünglichen Zustand erhalten.
Auf dem Rathaus östlich benachbarten yZieroldsplatz beim Kohlenmarkt steht seit 1978 das Denkmal des Don Juan de Austria, ein Abguss des Denkmals von Andrea Calamech in Messina aus dem Jahr 1572. In der Ludwigstraße, die nach Westen zum Arnulfsplatz führt, gibt es ein privates Uhrenmuseum.
Auf dem erst in den 1990er Jahren verkehrsberuhigten Neupfarrplatz, dem Platz des ehemaligen Judenviertels, erinnert ein 2005 eingeweihtes begehbares Bodenrelief aus weißem Beton mit dem Grundriss der ehemaligen Synagoge an die Geschichte dieses Platzes. Reste des Judenviertels wurden bei Ausgrabungen (1995–97) zugänglich gemacht. In den Folgejahren wurden große Teile der mittelalterlichen Kelleranlagen des Judenviertels freigelegt und hergerichtet mit einem Zugang für Führungen zum Informationszentrum document Neupfarrplatz.
Vom Neupfarrplatz führt die Gesandtenstraße zum Bismarckplatz. Der Name der Straße leitet sich her von den Gesandten der Fürstentümer des Heiligen Römischen Reichs, von denen viele zur Zeit des Immerwährender Reichstags von 1663 bis 1806 meist mit ihren Familien in der Stadt, und viele von ihnen in der Gesandtenstraße wohnten.
In der Gesandtenstraße Nr. 3 befindet sich auch der große Patrizierpalast der reichen Patrizierfamilie Zant, die von 1289 bis 1359 das herzogliche Schultheißenamt innehatte. Zu der Hausburg mit der Hauskapelle St. Pankratius, die 1326 entstand, gehörte später auch das westlich angebaute Ingolstetter Haus. In beiden denkmalgeschützten Hausburgen wurde bis 1999 eine Schnupftabakfabrik betrieben. Heute dient das Gebäude Wohnzwecken, wobei jedoch in einigen Räumen ein Museum (Document Schnupftabakfabrik) eingerichtet wurde. Im Erdgeschoss sind diverse Gastronomiebetriebe untergebracht. Als Relikt der ehemaligen Schnupftabakfabrik ist dort ein original erhaltenes, maschinell angetriebenes Pochwerk zu bestaunen. Das anschließende Ingolstetter Haus war im 18. Jahrhundert Sitz der Mainzer Gesandtschaft.
Ebenfalls in der Gesandtenstraße befindet sich die evangelische Dreieinigkeitskirche. Der Bau dieser typisch lutherischen Kirche, die im Auftrag des protestantischen Rates der Stadt als Bauherren in der Zeit von 1627 bis 1631 fast fertiggestellt werden konnte, musste abgebrochen werden, als im Dreißigjährigen Krieg Regensburg von bayerischen Truppen überfallartig besetzt wurde. Auch wenn der Südturm der Kirche nicht mehr vollständig erbaut wurde, ist diese Kirche eine der ersten evangelisch-lutherischen Kirchenneubauten in Bayern. Noch während des Dreißigjährigen Krieges und dann zunehmend nach dem Krieg entstand auf dem schmalen Gang südlich der Kirche nach 1663 und bis 1803 in der Zeit des Immerwährenden Reichstages der heutige sogenannte Gesandtenfriedhof. Auf diesem Friedhof mit ca. 150 Begräbnissen in unterirdischen gemauerten Ziegelgruften für protestantische Gesandte und ihre Angehörigen sind einige Grabstätten ausgestattet mit 20 großen Barockgrabdenkmälern. Als europäischer Diplomatenfriedhof ist der Friedhof eine Besonderheit und der einzige der ehemaligen Altstadtfriedhöfe in Regensburg, der sich nahezu unverändert erhalten hat. Hinter den sehr langen Grabinschriften, die auf den Grabdenkmälern nicht mehr lesbar, wohl aber bekannt sind, verbergen sich viele Familiengeschichten der Gesandten.
Da die Türme des Regensburger Doms nicht frei zugänglich sind, ist der begehbare Turm der Dreieinigkeitskirche als einziger Turm mit Aussicht über die Altstadt bis hin zur Walhalla bei Besuchern sehr beliebt.
Südlich der Gesandtenstraße am etwas abgelegenen Ägidienplatz, der immer noch als Parkplatz genutzt wird, steht die ehemalige Deutschordenskirche St. Ägidien mit alter und neuer Komturei. Am nördlich benachbarten kleinen Albertus-Magnus-Platz befindet sich der Zugang zur Dominikanerkirche St. Blasius, an die mehrere ehemalige Stiftsgebäude anschließen. Wegen sehr umfangreicher Bauarbeiten ist der Zugang zum Gebäude seit mehreren Jahren und auch zukünftig absehbar nicht möglich (Stand 2022)

## Westliche Altstadt und Stadtwesten

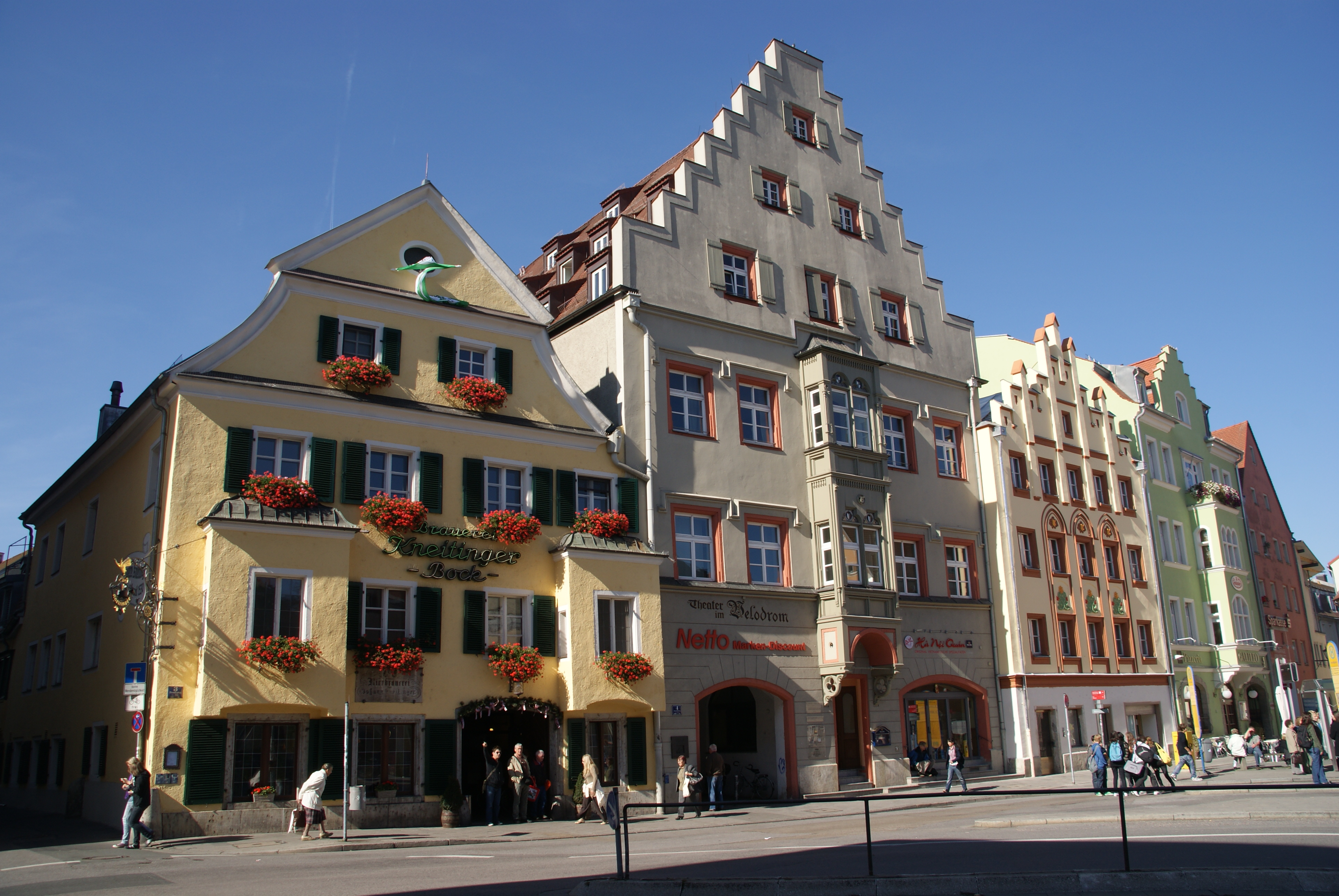
Arnulfsplatz

In der westlichen Altstadt war der heutige Arnulfsplatz bis 1803 mit dem heutigen Bismarckplatz in einem großen unbenannten Vorgängerplatz verbunden. Auf diesem großen Platz endete die heutige Ludwigstraße, die damals einzige innerstädtische Ost-West-Straße, mit dem Ruozanburgtor. Dieses Tor wurde um 1500 zu einem prächtigen Uhren-Torturm umgebaut. Mit einem tunnelartigen Durchgang konnte man den großen Platz erreichen, aus dem 1803 mit dem Bau des Theaters die zwei heutigen Plätze entstanden. Der prächtige Uhren-Torturm wurde 1830 abgebrochen. Das geschah in Vorbereitung auf einen Besuch von König Ludwig I., um die nach ihm benannte neue Straße einzuweihen. Der Stadtrat war der Meinung, dass die neue Straße für den König ohne Tunneldurchgang auf den Arnulfsplatz führen sollte. Außerdem sollte der Uhrenturm dem König nicht die Sicht auf die noch heute sehenswürdigen Fassaden der alten Bürgerhäuser auf dem Arnulfsplatz versperren. Die Bevölkerung bedauerte den Verlust der Sehenswürdigkeit, denn der Uhrenturm war damals durch seine Bauart, oben dicker als unten, und durch sein Alter eine Sehenswürdigkeit und wäre das wohl auch noch heute.
Am Arnulfsplatz auf einem Hinterhofgelände hinter den Häusern auf der westlichen Seite befindet sich das sogenannte Velodrom, das 1897 der jüdische Geschäftsmann Simon Oberdorfer erbauen ließ. Die mit vielen Sitzplätzen ausgestattete Halle ist ein sehenswerter Stahlträger-Saalbau mit stützenloser Dachkonstruktion und wurde von Oberdorfer zunächst zur Präsentation eigener Rad-Kunststücke genutzt. Später wurde die Halle auch für Veranstaltungen mit Publikum und als Kino genutzt. Als früher Stahlbau kam die Halle 1990 unter Denkmalschutz und wurde Spielstätte des Theaters Regensburg.
An dem Arnulfsplatz östlich benachbarten Nonnenplatz steht die Dominikanerinnenkirche Heilig Kreuz. Eine weitere dort benachbarte Kirche ist St. Leonhard.
Die Bebauung des klassizistischen Bismarckplatzes, wurde im 19. Jahrhundert veranlasst vom regierenden Fürstprimas Karl Theodor von Dalberg. Im Süden wird der Platz begrenzt vom Präsidialpalais und im Norden vom Gebäude des Stadttheaters. Östlich vom Bismarckplatz an der Jakobsstraße steht die Schottenkirche St. Jakob mit dem weltberühmten romanischen Schottenportal.
Das der Schottenkirche benachbarte Jakobstor als westlicher Abschluss der Altstadt, erbaut um 1300, war ehemals Teil einer großen Toranlage mit einem Torturm mitten auf der heutigen Straße und einem südwestlichen Schutzturm für die Brückentoranlage zur Überwindung des Stadtgrabens. Von dieser Brückentoranlage haben sich nur die beiden halbrunden Flankierungstürme erhalten. Sie führen auf den Platz der Einheit, wo sich eine spätgotische Wegesäule von 1459 befindet. Den nordwestlichen Abschluss der Altstadt bildet der Herzogspark an der Donau mit dem Württembergischen Palais, in dem sich heute das Naturkundemuseum Ostbayern befindet. Im Herzogspark haben sich ehemalige Befestigungsanlagen erhalten, die erst im 17. Jahrhundert erbaut wurden, nachdem sich die früheren Befestigungsanlagen bei den Kämpfen im Dreißigjährigen Krieg als nicht ausreichend erwiesen hatten und völlig zerstört worden waren. Im Herzogspark bietet das Prebrunntor, dessen ursprünglicher Tordurchgang verbaut wurde, von seinem Torturm aus einen guten Ausblick über Stadt und Donau.
Außerhalb der Altstadt im Stadtwesten verläuft am östlichen, rechten Donauufer der gut 2 km lange, sogenannte Max-Schultze-Steig mit markanten Felstürmen aus Kalkstein. Das Gebiet des Steigs war 1912 ein Geschenk des Architekten und Künstlers Max Schultze an die Stadt Regensburg.
Auch die anschließenden, mit dem Fahrrad gut erreichbaren, weiter entfernten Orte Matting, Oberndorf und Bad Abbach sind weitere reizvolle Ausflugsziele.
Ein weiteres ebenfalls beliebtes Ausflugsziel außerhalb der Altstadt im Stadtwesten von Regensburg ist die Fährverbindung über die Donau nach Sinzing. Mit der Überfahrt erschließen sich viele westlich und nordwestlich der Donau befindliche Ausflugsgebiete in den Einzugsgebieten der beiden linken Nebenflüsse der Donau, der Schwarzen Laber und der Naab, die beide dort nahe benachbart in die Donau münden. Statt mit der Fähre kann die Donau dort auch mit Hilfe der beiden Bahnbrücken über die Donau überquert werden.

## Östliche Altstadt und Stadtosten
Der zentrale Platz der östlichen Altstadt ist der heute stark von öffentlichen Gebäuden und vom Durchgangsverkehr belastete Dachauplatz.
Der Name des Platzes ist auf das Denkmal für die Opfer des Nationalsozialismus zurückzuführen, denn auf diesem Platz wurden in den letzten Tagen des Krieges der Domprediger Johann Maier und zwei weitere Männer hingerichtet, weil sie die Stadt kampflos den amerikanischen Truppen übergeben wollten. Der Platz schließt nordöstlich an das Bahnhofsgebiet an. Auf dem Platz befinden sich neben einem großen Parkhaus und dem 1938 neu erbauten Neuen Rathaus auch Einkaufszentren und Bushaltestellen. Dort ist auch der Standort des Stadtmuseums, das teilweise in Gebäuden und Räumen des im Krieg stark zerstörten Franziskanerklosters und der zugehörigen profanierten Minoritenkirche untergebracht ist.
Nach Norden hin öffnet sich der Dachauplatz hinter dem 1954 als umstrittener Schwarzbau entstandenen Kolpinghaus zum ehemaligen sogenannten Donaumarkt. Das Areal dieses Platzes war noch am Ende des Zweiten Weltkrieges trotz einiger Zerstörung noch vielfach bebaut, war Teil des ehemaligen Hafengebiets und hatte bis 1980 sogar noch Anschluss an die Hafenbahn. Dort stand das im Krieg zerstörte Stadtlagerhaus und steht noch der Österreicher Stadel. In der Nachkriegszeit wurden dort im Zusammenhang mit Planungen von zwei sich dort kreuzenden Stadtautobahnen, von denen eine die Donau über eine hohe Brücke überqueren sollte, alle alten Häusern abgebrochen. Nachdem diese Straßen- und Brücken-Planungen In den Jahren nach 1970 durch Bürgerengagement gescheitert waren, blieb der Platz unbebaut und wurde als Parkplatz und Marktplatz genutzt. 2019 wurde dort das Museum für bayerische Geschichte eröffnet.
In der nördlich benachbarten Bertoldstraße befindet sich im Gebäude eines historischen Getreidelagers die Städtische Galerie Leerer Beutel. Im benachbarten Prinzenweg steht die Rokoko-Kapelle Maria-Schnee von 1750. Den östlichen Abschluss der ehemals von der mittelalterlichen Stadtmauer umfassten Altstadt bildet das unbeschädigt erhaltene, 1284 entstandene Ostentor am östlichen Ende der Ostengasse. Dort befindet sich auch die im Auftrag von König Maximilian II. um 1855 entstandene Königliche Villa und der zugehörige Villapark, vom Schloss durch den ehemaligen Stadtgraben getrennt.
An der Westflanke des heutigen Dachauplatzes verlief die östliche Mauer des römischen Legionslagers Castra Regina. Dort stand auch das östliche Tor des Römerlagers und dort wurde 1873 bei Grabungen die steinerne „Gründungsurkunde“ des Legionslagers gefunden. Sie trägt die Jahresangabe 179 n. Chr. als das Gründungsdatum des Römerlagers und ist im Museum ausgestellt.
Im Parkhaus am Dachauplatz ist im Untergeschoss ein 60 m langes Teilstück der Römermauer des Legionslagers zu sehen mit Erläuterungen. Auch weiter südlich in Richtung Bahnhof am Ernst Reuter Platz ist diese Mauer zu erkennen gemeinsam mit Resten der Zwingermauer, die zu der später dort ebenfalls verlaufenen mittelalterlichen Stadtmauer gehörte, bei deren Bau auch Reste der Römermauer genutzt wurden.
Auf dem Straßenniveau ist die Existenz der Römermauer auch am Zustand der Steine der Hausmauern erkennbar. Oberirdisch gut erhalten zeigt sich die Römermauer in einer Mauer-Rundung, die entdeckt wurde beim Abbruch eines Hauses an der Abbiegung der Mauer in die nach Westen verlaufende Gasse Unter den Schwibbögen. In dieser Gasse befindet sich als jüngst abschließend renovierte Sehenswürdigkeit das teilweise erhaltene nördliche Tor des römischen Legionslagers, die Porta praetoria.
Am östlichen Eingang zur Schwibbogen-Gasse stand seit dem Mittelalter der sogenannte Hallertorturm. Dieser Torturm im Stadtosten, der später mit einer Uhr ausgestattet wurde, war wie das Ruozanburgtor im Westen Teil der Arnulfinischen Stadtmauer. Beide Tortürme sind auf vielen alten Stadtansichten erkennbar und wurden wie fast alle Bauten der mittelalterlichen Stadtmauer um 1870 abgebrochen.
Nach der Fertigstellung von Ostentor und Ostengasse im 14. Jahrhundert wurde die Schwibbögen-Gasse zur Verlängerung der neu entstandenen Ostengasse in Richtung Westen. Mit dieser Verlängerung nach Westen über Goliathstraße, Haidplatz, heutige Ludwigstraße (früher Auerstraße, Goldene-Arm-Straße), entstand eine die gesamte befestigte Altstadt durchmessende Ost-West-Hauptverkehrsachse mit dem Ruozanburgtor als Ausgang im Westen zum Arnulfsplatz/Bismarckplatz. Beide Tortürme wurden 1886 abgebrochen.
Beliebte Ausflugsgebiete außerhalb der Altstadt im Stadtosten von Regensburg sind die Wandergebiete bei Brandlberg-Keilberg und der Burgweintinger Wald.

## Alleengürtel
Die Altstadt ist auf der Landseite südlich der Donau von einem Alleengürtel umgeben, der zu Ehren seines Initiators und Stifters, des Fürsten Karl Anselm von Thurn und Taxis seit 1779 den Namen Fürst-Anselm-Allee trägt. Die Allee wird im Westen vom Herzogspark und im Osten vom Villapark begrenzt. Im Süden grenzt die Allee an den Park von Schloss Thurn und Taxis, der aber nicht frei zugänglich ist. Ursprünglich in doppelter Baumreihe außen um die mittelalterlichen Stadtmauern herumgeführt, war die Allee ein Geschenk des fürstlichen Hauses an die Stadt Regensburg.
Im Osten der Stadt am Donauufer beginnt der Grüngürtel mit dem Villapark, der dort nach Erbauung der königlichen Villa und nur durch den ehemaligen Stadtgraben vom Schloss getrennt angelegt wurde. Der Park wurde 2015 nach alten Plänen umgestaltet. Der Villa südlich benachbart ist die komplett erhaltene östliche Torturmanlage, das Ostentor.
Zunächst nach Süden, dann nach Westen führt der weitere Weg entlang der Fürstenallee über den Ernst-Reuter-Platz  in das Zentrum des Alleengürtels, vorbei am nicht öffentlich zugänglichen Fürstenpark bis hin zum Schloss St. Emmeram. Deshalb wird dieser Abschnitt der Allee nahe dem Hauptbahnhof häufig als Fürstenallee bezeichnet, der östliche Teil als Ostenalle und der westliche Teil als Prebrunnallee. Nahe dem Hauptbahnhof steht das Peterskirchlein. Ebenfalls in diesem Teil des Alleengürtels wurde ein Obelisk nach Entwürfen von Emanuel Herigoyen 1806 errichtete. Das geschah zum Gedenken an den Stifter der Allee auf Anregung von Carl Theodor von Dalberg, der damals das Fürstentum Regensburg regierte.
Dort steht auch das Kepler-Monument, ein klassizistischer Rundtempel, der an den zeitweise in Regensburg ansässigen Astronomen Johannes Kepler erinnert. Seine Grabstelle auf dem Petersfriedhof wurde im Dreißigjährigen Krieg im Verlauf der Kämpfe um Regensburg (1632–1634) zerstört. Bei der Einmündung der Fröhlichen-Türken-Straße in den St.-Peters-Weg wurden im ehemaligen Stadtgraben östlich vom Standort des ehemaligen Peterstors ein turmartiger Neubau errichtet, in Erinnerung an den ehemaligen Brückentorturm. Viele Steine der Hausmauern der umgebenden Häuser sind Steine der ehemals dort von Ost nach West verlaufenden Stadtmauer. In einem benachbarten Café befindet sich noch ein komplett erhaltener Abschnitt der ebenfalls dort verlaufenen Mauer des römischen Kastells Castra Regina.
Von dort aus führt der St.-Peters-Weg nach Westen vorbei am fürstlichen Schloss St. Emmeram und am mittelalterlichen Emmeramer Tor  durch das neuzeitliche, damals für fürstliche Kutschen und Automobile geschaffene Helenentor über den Dörnbergpark weiter zum Stadtpark im Westen der Altstadt. Das Ende des Alleengürtels im Nordwesten an der Donau bildet der Herzogspark beim Naturkundlichen Museum in der Prebrunnstraße, im sogenannten Württembergischen Palais.

## Stadtamhof
Dieser nördlich der Donau liegende, Stadtteil, gekrönt von der Dreifaltigkeitskirche auf den Winzerer Höhen, ist ein lohnenswertes Ausflugsziel. Die früher eigenständige bayerische Kleinstadt wurde 1924 eingemeindet und ist fußläufig über die Steinerne Brücke, die beide Arme der Donau überbrückt, und anschließend über die Kanalbrücke, die den Europakanal mit Schleuse überbrückt, zu erreichen. Ein beliebtes Spaziergebiet sind die Winzerer Höhen mit gutem Ausblick auf die Stadt und mit der Möglichkeit, weiter zu wandern zum beliebten Biergarten in Kloster Adlersberg.
An der Ost-West Hauptverkehrsstraße Frankenstraße befindet sich der eigentümliche Max-Buchhauser-Garten mit seinen grotesken Skulpturen.

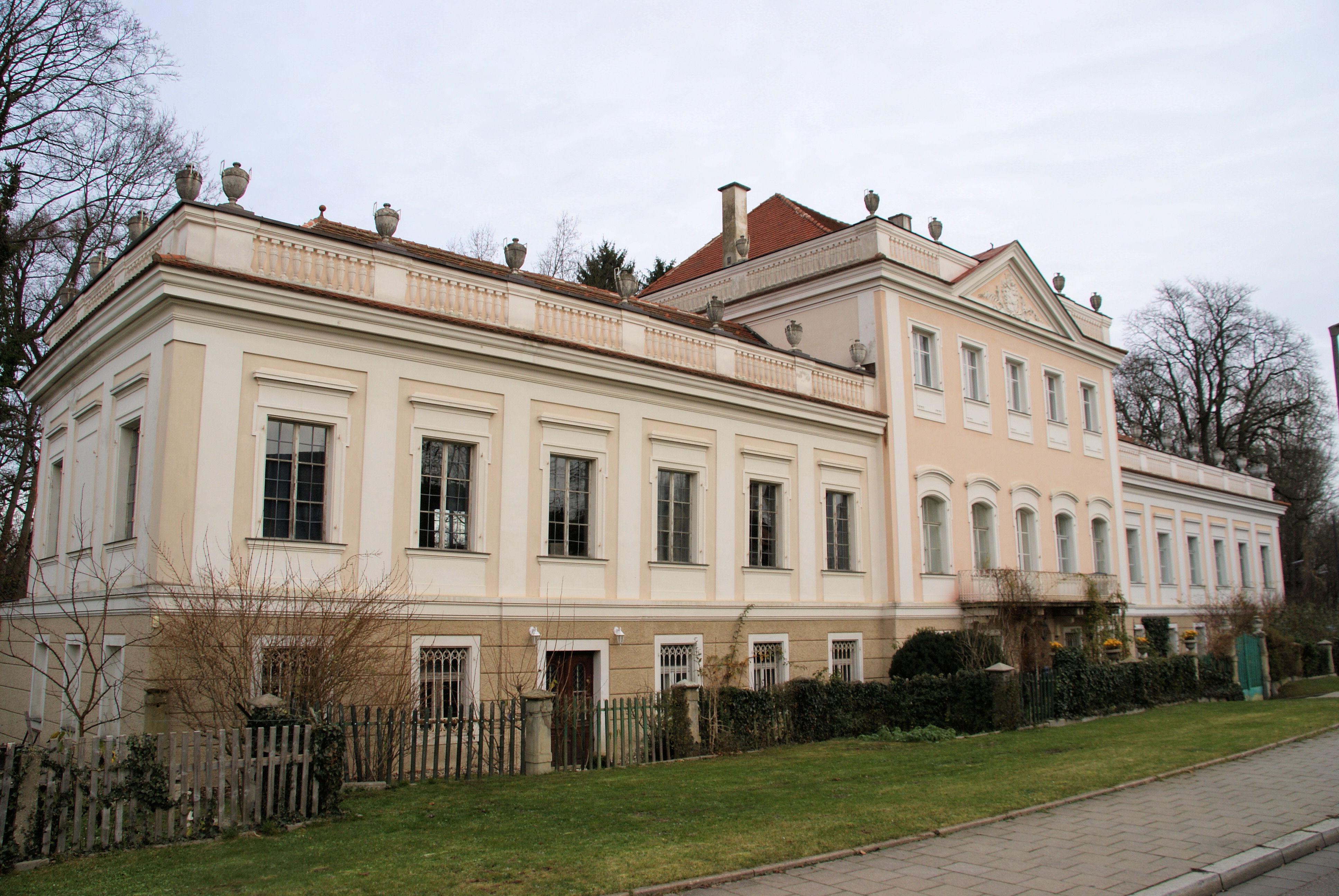
Villa Lauser

## Oberer und Unterer Wöhrd
- Villa Lauser in der Lieblstraße 2 am Oberer Wöhrd: Die klassizistische Villa wurde 1795 vom Thurn-und-Taxis-Baudirektor Joseph Sorg für den Kaufmann und Bankier Georg Friedrich von Dittmer erbaut. 1830 erwarb der fürstliche Oberjustizrat Johann Baptist Liebl die Anlage (daher der Name Lieblstraße). Ab 1903 gehörte das Haus der Fabrikantenfamilie Lauser, daher auch die Bezeichnung Villa Lauser. Das Palais besteht aus einer Reihe von Salons mit Ballsaal und Speisesaal. Im Erdgeschoss befanden sich früher Küche, Vorratskammern und Dienstbotenräume. Derzeit ist es privat bewohnt.

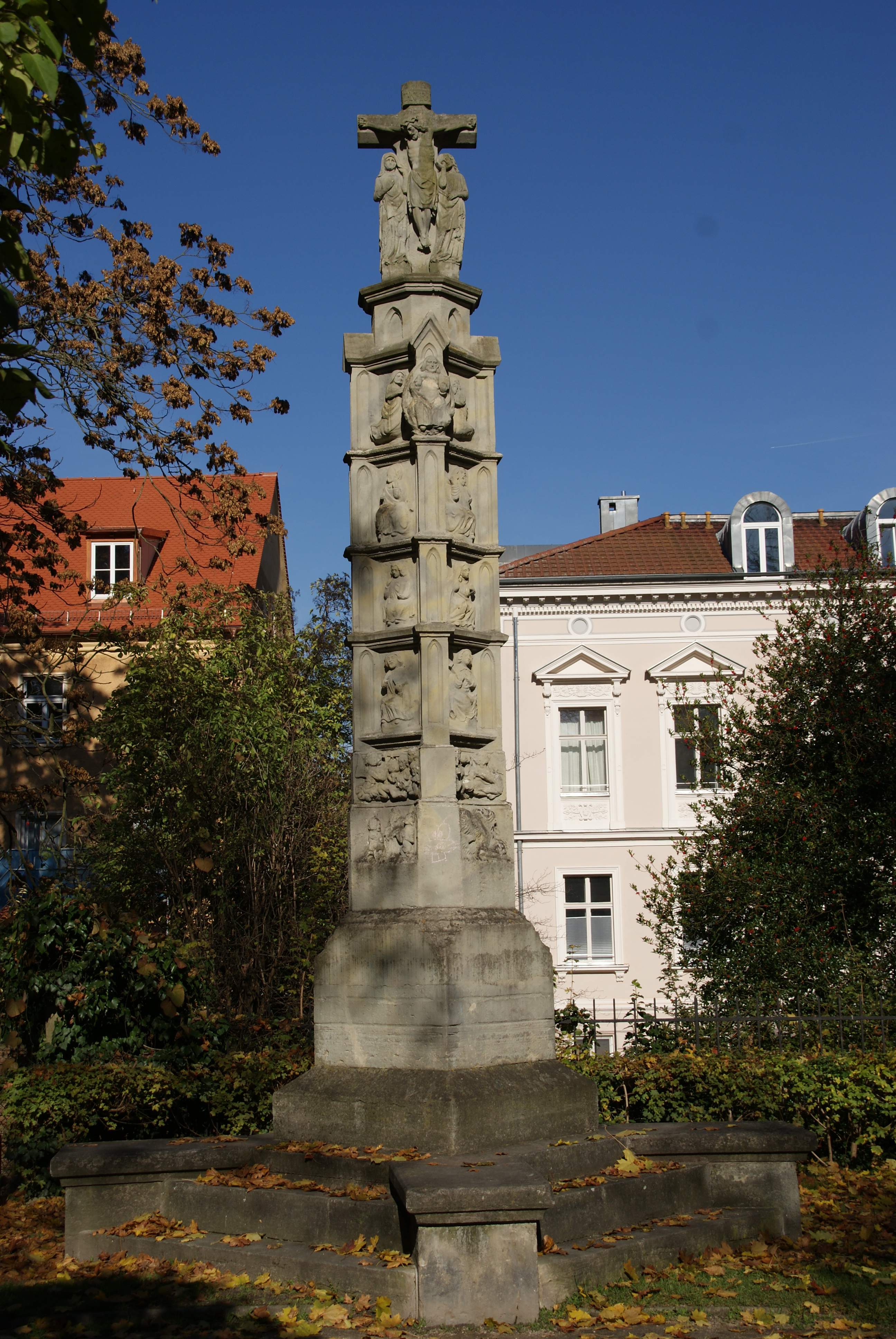
Predigtsäule an der Fürst-Anselm-Allee

## Denkmäler, besondere Bauten, Museen

### Stadtgebiet
- Kepler-Monument: Es entstand im Jahre 1808; es geht auf eine Idee von Emanuel Herigoyen zurück. Die Büste des Astronomen stammt von Friedrich Döll und das Sockelrelief von Johann Heinrich Dannecker. Das Monument befindet sich in der Fürst-Anselm-Allee in Bahnhofsnähe. Bei der Keplerbüste dort handelt es sich um eine Kopie, das Original befindet sich im Keplergedächtnishaus in Regensburg.

- Standbild Freiherr Heinrich Carl von Gleichen: Es wurde 1807 nach Entwurf Herigoyens ausgeführt und zeigt in freimaurerischer Symbolik eine ein Sonnenrad in ihren Pranken haltende Sphinx. Standort: Fürst-Anselm-Allee beim Schloss Thurn und Taxis.
- Das Standbild von Bischof Johann Michael Sailer (von M. Widmann, 1868), dessen ursprünglicher Standort der Emmeramsplatz war, sollte im Zweiten Weltkrieg eingeschmolzen werden, was aber nicht geschah. Nach dem Krieg stand es viele Jahre in der Fürst-Anselm-Allee in Bahnhofsnähe und wurde dann wieder auf seinem ursprünglichen Standort aufgestellt.

- Weiter westlich in der Fürst-Anselm-Allee steht das 1824 nach Plänen von Leo von Klenze errichtete Denkmal für Graf von Schlitz-Görtz mit einer Büste nach Entwürfen Ludwig Schwanthalers.

- Mittelalterliche Bildsäulen: die Predigtsäule, frühes 14. Jahrhundert, deren Figuren Auferstehung und Weltgericht darstellen und die wohl einen Predigtplatz in Zusammenhang mit dem sich bis Mitte des 16. Jahrhunderts dort befindlichen Schottenkloster markiert, und die Wegsäule vor dem Jakobstor von 1459, die die vier Apostel und eine Kreuzigungsszene zeigt.

- Schlichtes Sandstein-Denkmal im Stil des Empire für Franz Xaver Gruber (1765–1814): Gruber war der erste Bürgermeister, nachdem die Stadt an das Königreich Bayern gefallen war, und  machte sich beim Aufbau der Stadtverwaltung und beim  Wiederaufbau der Südstadt verdient nach den napoleonischen Zerstörungen im Laufe der Schlacht bei Regensburg. Standort: Ostenallee nahe der D.-Martin-Luther-Straße.

- Friedrich von Zoller, königlich bayerischer Generalleutnant († 1821): Das Denkmal ist der erste Eisenkunstguss in Regensburg. Standort: Ostenallee, nahe Hallenbad

- Reiterstandbild Ludwigs I.: Das Denkmal wurde im Jahre 1902 nach den Entwürfen von F. von Miller errichtet und auf dem Domplatz aufgestellt. Im August 1936 wurde es auf Veranlassung des nationalsozialistischen Oberbürgermeisters Otto Schottenheim entfernt und in den Anlagen der Bahnhofsallee wieder aufgestellt. Als Begründung wurden ästhetische und verkehrstechnische Gründe angeführt. Am neuen Standort stand das Monument über 70 Jahre und wurde erst 2010 nach der Restaurierung wieder auf dem ursprünglichen Standort aufgestellt.
- Klosterkirche St. Vitus in Kumpfmühl-Ziegetsdorf-Neuprüll
- Kloster Prüfening
- Römerpark am Kornweg 24 im Stadtwesten
- Ostdeutsche Galerie
- Naturkundemuseum Ostbayern
- Weinschenk-Villa, Hoppestraße 6: Die neobarocke Villa wurde von Joseph Koch 1898 für die jüdische Bankiersfamilie Weinschenk errichtet, die die Stadt 1920 verließ. Im Inneren sind historisierende Zimmer zu sehen, unter anderem ein arabisches Zimmer, ein Renaissance-Erkerzimmer und ein Rokoko-Salon. Seit 1986 ist dort ein Bezirkszentrum der Oberpfalz untergebracht.

Siehe auch: Liste der Baudenkmäler in Regensburg

### Nähere Umgebung
- Donaustauf mit Burgruine
- Walhalla
- Schloss Wörth an der Donau
- Befreiungshalle bei Kelheim
- Donaudurchbruch bei Weltenburg und Kloster Weltenburg
- Burg Wolfsegg
- Klosterkirche Rohr
- Ehemaliges Kloster Adlersberg